# Patrimonialgericht Lindheim
Das Patrimonialgericht Lindheim war ein Patrimonialgericht der Freiherren von Specht im Großherzogtum Hessen.

## Rahmen
Die Patrimonialgerichtsbarkeit umfasste nicht nur die erstinstanzliche Rechtsprechung, sondern auch eine Reihe von Kompetenzen im Bereich der öffentlichen Sicherheit und Ordnung, ähnlich der eines Amtes. Der moderne Staat war daher im Sinne des Gewaltmonopols bestrebt, solche hoheitlichen Kompetenzen selbst zu übernehmen.

## Geschichte
Beim Übergang an das Großherzogtum aufgrund der Rheinbundakte 1806 befand sich Lindheim im Besitz der Familie von Specht. Das Großherzogtum gliederte den Ort in seine Provinz Oberhessen ein. Die Patrimonialgerichtsbarkeit der Familie von Specht blieb davon aber unberührt.
1821 kam es zu einer Verwaltungsreform im Großherzogtum. Mit ihr erfolgte nun auch
auf unterer Ebene die Trennung der Rechtsprechung von der Verwaltung. Die Ämter wurden aufgelöst. Für die Verwaltung wurden Landratsbezirke geschaffen, für die erstinstanzliche Rechtsprechung Landgerichte. Lindheim wurde 1821 hinsichtlich der Verwaltung in den Landratsbezirk Vilbel eingegliedert, allerdings noch „mit Vorbehalt der patrimonialgerichtsherrlichen Polizeigerechtsame“. Dieser Vorbehalt wurde erst 1823 beseitigt, als der Freiherr von Venningen, inzwischen Inhaber der Patrimonialgerichtsbarkeit, diese an den Staat abtrat. Hinsichtlich der Verwaltung gehörte Lindheim nun zum Landratsbezirk Vilbel, hinsichtlich der Rechtsprechung zum Landgericht Großkarben.